# Paectes variegata
Paectes variegata is een vlinder uit de familie van de Euteliidae. De wetenschappelijke naam van de soort is voor het eerst geldig gepubliceerd in 1932 door Roepke.